# Асиметричен въглероден атом
Асиметричен въглероден атом е въглероден атом, който е свързан с четири различни вида атоми или групи от атоми.
От броя на асиметричните въглеродни атоми, може да се изчисли максималния възможен брой на стереоизомерите за всяка дадена молекула, както следва:
Ако N е броят на асиметричните въглеродни атоми, тогава максималният брой от изомери = 2n
Например ябълчена киселина (малат) има четири въглеродни атома, но само един от тях е асиметричен. Асиметричният въглероден атом е свързан към два въглеродни атома, един атом кислород и атом водород. Човек може първоначално да мисли, че този атом не е асиметричен, защото е свързан с два въглеродни атома, но тъй като тези два въглеродни атома не са прикрепени към точно същите атоми, се получават две различни групи от атоми, свързани към асиметричния въглероден атом:
Тетроза с два асиметрични въглеродни атома има 22 = 4 стереоизомера:
Алдопентоза с три асиметрични въглеродни атома има 23 = 8 стереоизомера:
Алдохексоза с четири асиметрични въглеродни атома има 24 = 16 стереоизомера:
Четирите групи от атоми, свързани с въглеродния атом могат да бъдат организирани в пространството по два различни начина, които са огледални образи един на друг, и които водят до така наречените лявата ръка и с дясната ръка версии на една и съща молекула. Молекули, които не могат да бъдат наложени върху собствения си огледален образ се казва да хирални.